# Prodontria jenniferae
Prodontria jenniferae är en skalbaggsart som beskrevs av Emerson 1997. Prodontria jenniferae ingår i släktet Prodontria och familjen Melolonthidae. Inga underarter finns listade i Catalogue of Life.